# Gibbaranea ullrichi
Gibbaranea ullrichi là một loài nhện trong họ Araneidae. Loài này được tìm thấy ở Europa, Nga và Centraal-Azië. Loài này được miêu tả khoa học năm 1835